# Pleurothyrium crassitepalum
Pleurothyrium crassitepalum är en lagerväxtart som beskrevs av H. van der Werff. Pleurothyrium crassitepalum ingår i släktet Pleurothyrium och familjen lagerväxter. Inga underarter finns listade i Catalogue of Life.